# Pleuven
Pleuven település Franciaországban, Finistère megyében. Lakosainak száma 3298 fő (2022. január 1.). Pleuven Quimper, Clohars-Fouesnant, Bénodet, Fouesnant, Gouesnac’h és Saint-Évarzec községekkel határos.

## Népesség
A település népességének változása:
| Lakosok száma | 1107 | 1690 | 1993 | 2630 | 2728 | 2797 | 2987 | 3188 | 3223 | 3298 |
|               | 1968 | 1982 | 1990 | 2006 | 2013 | 2015 | 2017 | 2019 | 2020 | 2022 |